# Careproctus rastrinus
Careproctus rastrinus es una especie de pez del género Careproctus, familia Liparidae. Fue descrita científicamente por Gilbert & Burke en 1912.
Se distribuye por el Pacífico Nororiental: mar de Ojotsk y mar de Japón, estrecho de Tartaria. También al oeste del mar de Bering. La longitud estándar (SL) es de 51 centímetros. Puede alcanzar los 913 metros de profundidad.
Está clasificada como una especie marina inofensiva para el ser humano.